# Igor' Korneev
Igor' Vladimirovič Korneev (in russo Игорь Владимирович Корнеев?; Mosca, 4 dicembre 1967) è un allenatore di calcio ed ex calciatore russo, fino al 1991 sovietico.
Giocava come centrocampista. Con la Nazionale russa partecipò ai Mondiali 1994. Vestì anche le maglie di Barcellona e Feyenoord. Attualmente è il Direttore Sportivo dello Zenit San Pietroburgo.

## Palmarès

### Club

#### Competizioni nazionali
- Campionato sovietico: 1

CSKA: 1991
- Coppa dell'URSS: 1

CSKA: 1990-1991
- Supercoppa di Spagna: 1

Barcellona: 1994
- Campionato olandese: 1

Feyenoord: 1998-1999
- Supercoppa dei Paesi Bassi: 1

Feyenoord: 1999

#### Competizioni internazionali
- Coppa UEFA: 1

Feyenoord: 2001-2002

### Individuale
- Calciatore russo dell'anno: 1

1991